# Vaggatem
Vaggatem (nordsamiska: Vagatamjávri, skoltsamiska: Vââggtemjäuʹrr, kvänska: Vouvatus) är en by i Sør-Varangers kommun i Finnmark fylke i norra Norge. Byn ligger i Pasvikdalen, vid fylkesväg 8850, på den västra sidan av insjön med samma namn längs med Pasvikälven, som här utgör gränsflod mot Ryssland.